# Vipacco (fiume)
Il Vipacco (in sloveno Vipava, in friulano Vipau,  in tedesco Wippach desueto) è un fiume che nasce in Slovenia da ben sei sorgenti valchiusane, presso la cittadina omonima, ed attraversando il Carso, confluisce dopo 36 km nell'Isonzo (affluente di sinistra), nel comune di Savogna d'Isonzo in territorio italiano.

## Geografia fisica
La sua valle è conosciuta per le coltivazioni di alberi da frutta e vigneti e nei tempi antichi, questa valle ha rappresentato un'importante via di comunicazione verso Lubiana e verso tutta la valle del Danubio; in essa passa la Gemina, una delle più importanti strade dell'impero romano; nella valle del Frigidus (come i Romani chiamavano il fiume) si svolse nel 394 la battaglia del Frigido tra Teodosio I dell'Impero Romano d'Oriente e l'usurpatore Flavio Eugenio.